# Янгі-Кюч
Я́нгі-Кюч (рос. Янги-Кюч, башк. Яңы Көс) — присілок у складі Белебеївського району Башкортостану, Росія. Входить до складу Малиновської сільської ради.
Населення — 14 осіб (2010; 25 в 2002).
Національний склад:
- росіяни — 44 %
- башкири — 48 %